# 박스트롤
《박스트롤》(영어: The Boxtrolls)은 2014년 공개된 미국의 애니메이션 영화이다.